# Духовой квинтет (Нильсен)
Духовой квинтет, соч. 43 ― произведение Карла Нильсена, завершённое в начале 1922 года в Гётеборге, где оно было впервые исполнено в доме Германа и Лизы Мангеймер 30 апреля 1922 года. 

## История создания
По словам биографа Нильсена Торбена Мейера, композитор начал сочинение пьесы осенью 1921 года после того, как услышал Концертную симфонию Моцарта в исполнении пятерых участников Копенгагенского духового квинтета ― флейтиста Пауля Хагеманна, гобоиста Свена Фелума, кларнетиста Оге Оксенвада, валторниста Ганса Соренсена и фаготиста Кнуда Лассена.
Британский композитор Роберт Симпсон пишет: «Пристрастие Нильсена к духовым инструментам тесно связано с его любовью к природе. <…> Каждая часть духового квинтета умело сочинена с учётом индивидуальности каждого исполнителя».
Сам Нильсен сказал, что в данном произведении он «попытался передать характеры различных инструментов; в какой-то момент все они звучат одновременно, а иногда ― совсем одни». Композиция сочетает в себе черты неоклассицизма и модернизма.

## Структура
Квинтет состоит из трёх частей:
- 1. Allegro ben moderato ― в сонатной форме

Audio playback is not supported in your browser. You can download the audio file.
- 2. Menuet

Audio playback is not supported in your browser. You can download the audio file.
- 3. Praeludium ― Theme with Variations. Эта часть включает в себя 11 вариаций на тему хоральной мелодии Нильсена «Min Jesus, lad min Hjerte faa en saaden Smag paa dig». Композитор так говорит о вариациях: «то весёлые и причудливые, то элегические и серьёзные ― они в конечном счёте спокойно заканчиваются темой во всей её простоте».

Audio playback is not supported in your browser. You can download the audio file.

## Критика
Произведение в целом получило положительные отзывы критиков. Например, газета Berlindske писала о «мужественной серьёзности квинтета и грациозности его ритма». Роберт Симпсон отметил: «Возможно, любопытно, что Нильсен, который был скрипачом (хотя в юности он играл на корнете), часто писал с бо́льшим чувством для духовых, нежели для струнных. Нильсен проявляет большое воображение и изобретательность, создавая удивительное разнообразие звуков и гармонических сочетаний духового квинтета».